# نظرية إي آر جي
نظرية إي آر جي (بالإنجليزية: ERG theory)‏ هي نظرية في علم النفس اقترحها كلايتون ألدرفير .

قام ألدرفير بتطوير تسلسل ماسلو الهرمي للاحتياجات من خلال تصنيف التسلسل الهرمي في نظريته إي آر جي (الوجود والارتباط والنمو - Existence, Relatedness and Growth). تهتم مجموعة الوجود بتوفير متطلبات الوجود المادي الأساسي للإنسان، وهي تشمل العناصر التي اعتبرها ماسلو احتياجات فسيولوجية واحتياجات السلامة. المجموعة الثانية من الاحتياجات هي تلك المتعلقة بالقرابة - رغبة الناس في الحفاظ على علاقات شخصية مهمة، حيث تتطلب هذه الرغبات الاجتماعية والمتعلقة بالوضع التفاعل مع الآخرين إذا كانوا يريدون إرضائهم، وهي تتوافق مع حاجة ماسلو الاجتماعية والمكون الخارجي لتصنيف تقدير ماسلو. أخيرًا، يعزل ألدرفير احتياجات النمو: رغبة متأصلة في تنمية الشخصية. وتشمل هذه العناصر الجوهرية من تصنيف تقدير ماسلو والخصائص المدرجة تحت تحقيق الذات. صنف ألدرفير الاحتياجات الدنيا (الفسيولوجية والسلامة) في تصنيف الوجود، ووضع حب ماسلو الشخصي واحتياجات التقدير في تصنيف الارتباط. احتوى تصنيف النمو على احتياجات تحقيق واحترام الذات. اقترح ألدرفير أيضًا نظرية الانحدار لتتماشى مع نظرية إي آر جي، وقال إنه عندما لا يتم تلبية الاحتياجات في تصنيف أعلى، يضاعف الأفراد الجهود المستثمرة في تصنيف أدنى. على سبيل المثال، إذا لم يتم تحقيق الذات أو تقدير الذات، فسيستثمر الأفراد المزيد من الجهد في تصنيف الارتباط على أمل تحقيق الاحتياج الأعلى.

## الأعمال المنشورة
تم نشر هذه النظرية في الأصل في كتاب «السلوك التنظيمي والأداء البشري» (بالإنجليزية: Organizational Behavior and Human Performance)‏. 

## وصلات خارجية
- نظرية الدافع البشري ، مقال أصلي عام 1943 بقلم ماسلو.